# Cissus latifolia
Cissus latifolia är en vinväxtart som beskrevs av Jean-Baptiste de Lamarck. Cissus latifolia ingår i släktet Cissus och familjen vinväxter. Inga underarter finns listade i Catalogue of Life.